# 茅野市尖石縄文考古館
茅野市尖石縄文考古館（ちのしとがりいしじょうもんこうこかん）は、長野県茅野市にある考古博物館。尖石・与助尾根遺跡およびその周辺遺跡の出土品を収蔵・展示している。

## 概要
1955年11月3日に茅野市尖石考古館として開館。初代館長は宮坂英弌。収蔵品の増加により、1979年に現在地に移転、2000年7月20日には「茅野市尖石縄文考古館」としてリニューアル・オープンした。
蓼科山麓周辺の先土器時代の遺跡出土品、八ヶ岳西麓の縄文時代の遺跡出土品を中心に、市内各地の遺跡から出土した土師器、須恵器、古墳の副葬品、石器、土製品などを中心に考古学資料約3000点を収蔵している。
また､考古館周辺で、毎年「八ヶ岳縄文の里マラソン大会」や、「茅野市5000年尖石縄文まつり」が行われていた。

## 主な所蔵品
- 土偶（国宝、通称縄文のビーナス） 棚畑遺跡、1986年9月8日出土（発掘責任者は尖石縄文考古館元館長、鵜飼幸雄）
- 土偶（国宝、通称「仮面の女神（英語版）」） 中ツ原遺跡、2000年8月23日出土（発掘責任者は尖石縄文考古館現館長、守矢昌文）

その他、蛇体把手付深鉢、蛇殻状突起付深鉢、有孔鍔付土器などが著名である。

縄文のビーナス
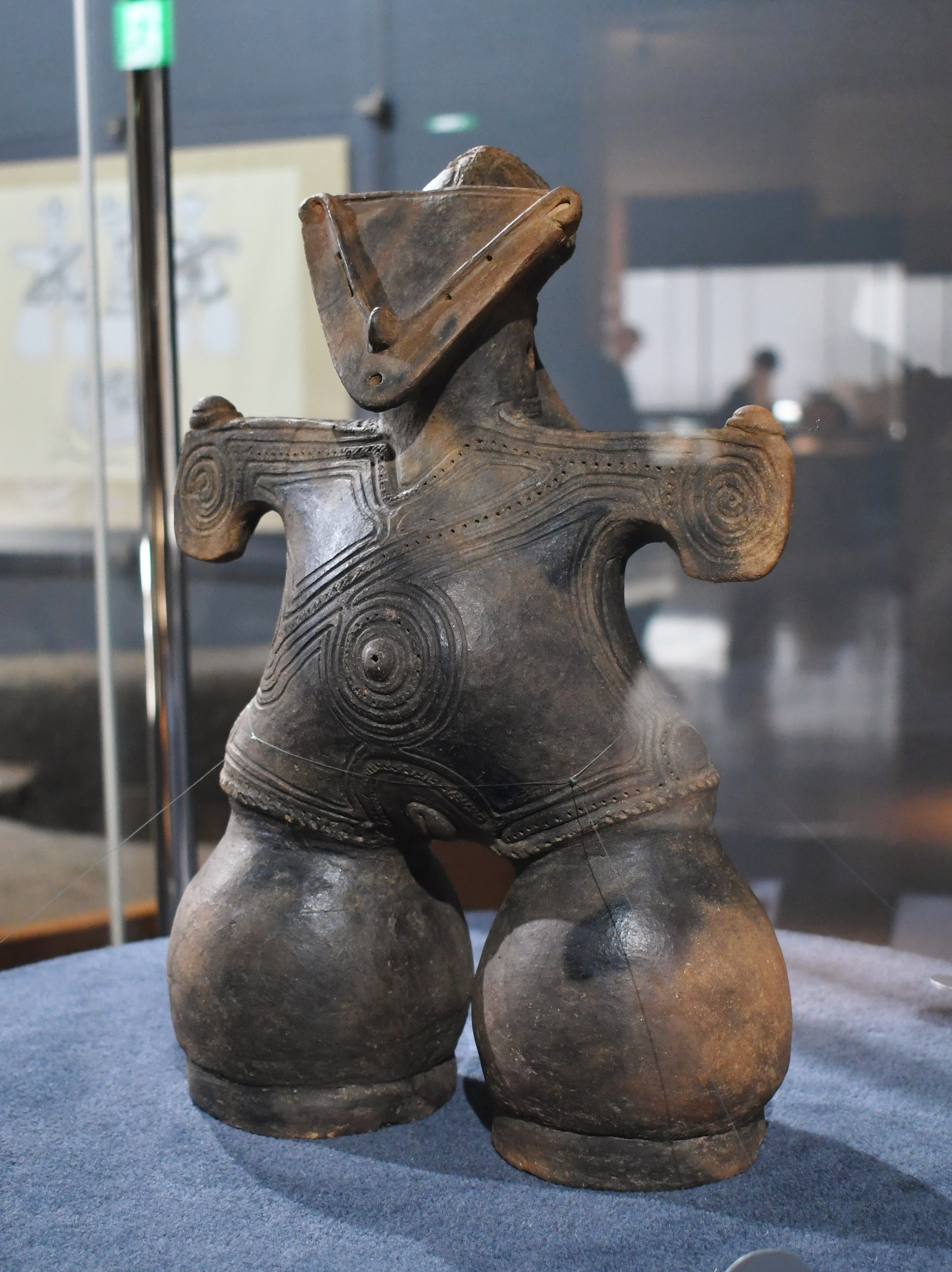
仮面の女神
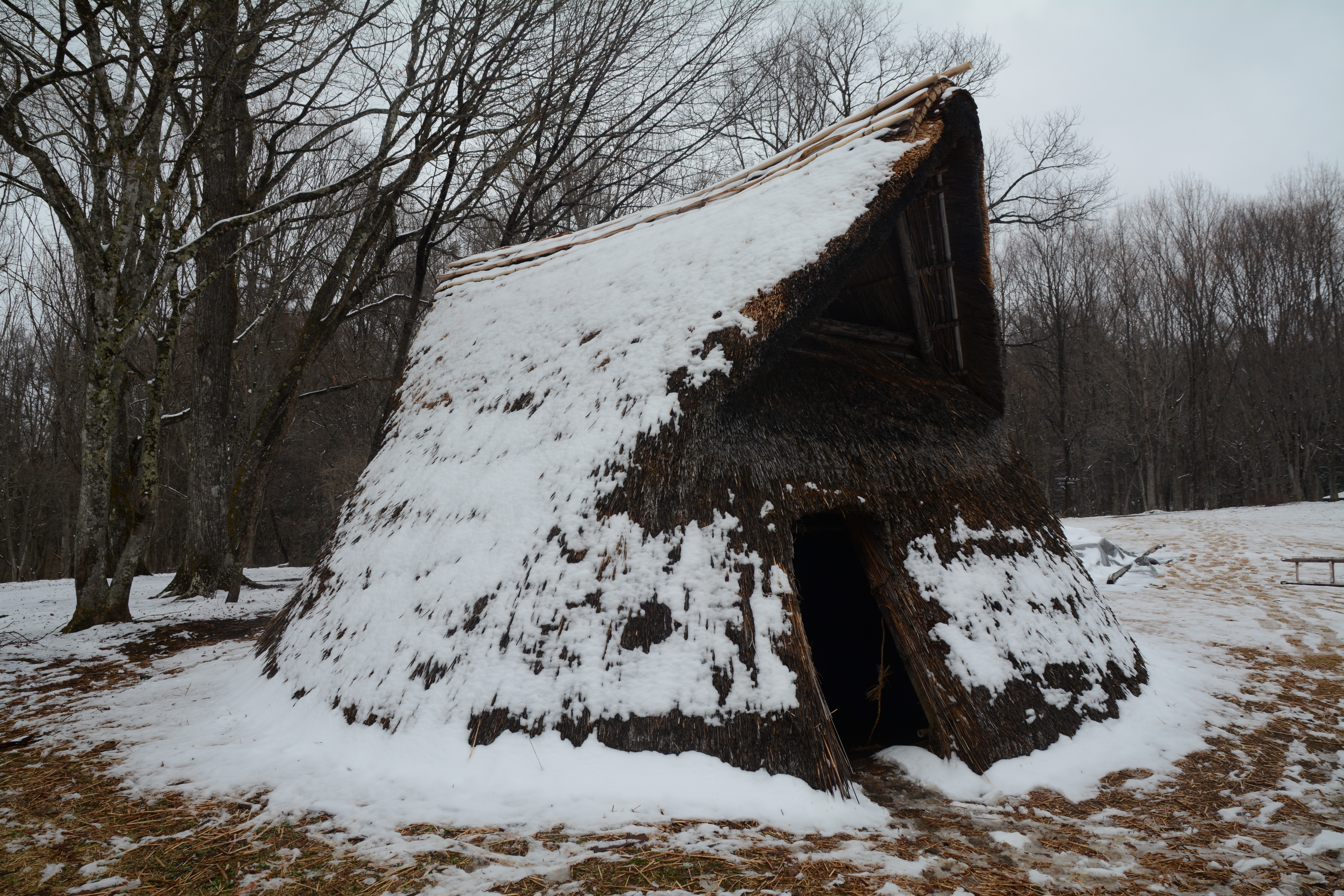
復元竪穴建物

## 文化財

### 国宝
- 土偶（考古資料） - 長野県茅野市米沢棚畑遺跡出土（縄文のビーナス）。茅野市尖石縄文考古館保管。1989年（平成元年）6月12日に国の重要文化財に指定、1995年（平成7年）6月15日に国宝に指定[4]。
- 土偶（附 土器 8点）（考古資料） - 長野県中ッ原遺跡出土（仮面の女神）。茅野市尖石縄文考古館保管。2006年（平成18年）6月9日に国の重要文化財に指定、2014年（平成26年）8月21日に国宝に指定[5]。

中ッ原遺跡 国宝附土器

### 長野県指定文化財
- 県宝（有形文化財）
  - 信州の特色ある縄文土器 158点のうち47点（考古資料） - 茅野市尖石縄文考古館保管。2018年（平成30年）9月27日指定。

尖石遺跡 蛇体把手付深鉢形土器
尖石遺跡 蛇体把手付深鉢形土器
尖石遺跡 蛇体把手付深鉢形土器
尖石遺跡 蛇体把手付深鉢形土器
尖石遺跡 蛇体把手付深鉢形土器
尖石遺跡 蛇体把手付深鉢形土器
尖石遺跡 台付小形土器
尖石遺跡 有孔鍔付土器
尖石遺跡 環状装飾付筒型土器
下ノ原遺跡 環状把手のある深鉢形土器
茅野和田遺跡 変容した顔面把手付土器
勝山遺跡 ふたつの環を持つ中空の把手のある土器
聖石遺跡 顔面表現のある吊手土器
聖石遺跡 褶曲文のある深鉢形土器
棚畑遺跡 X字状把手付深鉢形土器
棚畑遺跡 蛇体把手付深鉢形土器
棚畑遺跡 注口付土器
中ッ原遺跡 蛇体表現のある土器
中ッ原遺跡 吊手土器
中ッ原遺跡 立体装飾のある土器
中ッ原遺跡 立体装飾が発達した深鉢形土器
長峯遺跡 いわゆる「抽象文」のある土器
長峯遺跡 蛇体装飾のある土器
長峯遺跡 顔面表現のある深鉢形土器
長峯遺跡 有孔鍔付土器
長峯遺跡 有孔鍔付土器
長峯遺跡 中空の装飾のある土器
長峯遺跡 ふたつの環を持つ中空の把手のある土器
長峯遺跡 中空の把手のある土器
徳久利遺跡 いわゆる「抽象文」のある土器
梨ノ木遺跡 いわゆる「抽象文」のある土器
梨ノ木遺跡 蛇体装飾のある土器
梨ノ木遺跡 初源的な顔面把手のある土器
梨ノ木遺跡 初源的な顔面把手のある土器
梨ノ木遺跡 顔面把手付土器
梨ノ木遺跡 人体表現のある土器

## 利用案内
- 開館時間：午前9時から午後5時
- 定休日：月曜（祝日の場合翌日）、祝日の翌日（土・日・祝の場合開館）、12月29日 - 1月3日、臨時休館あり

## アクセス
- 長野自動車道諏訪ICから車20分